# ولایت خان
ولایت خان (انگلیسی: Vilayat Khan; ۲۸ اوت ۱۹۲۸ – ۱۳ مارس ۲۰۰۴) موسیقی‌دان و سی‌تار‌نواز برجستهٔ هندی بود که بین سال‌های ۱۹۳۹ تا ۲۰۰۴ میلادی فعالیت می‌کرد. او را بزرگ‌ترین سیتارنواز قرن بیستم می‌دانند؛ کسی که به همراه امداد خان، عنایت خان و امرت خان سبک گایاکی آنگ را ابداع کرد و گسترش داد و به این سبک سی‌تار در سراسر جهان محبوبیت و اعتبار بخشید.